# 唐庄镇 (卫辉市)
唐庄镇，是中华人民共和国河南省新乡市卫辉市下辖的一个乡镇级行政单位。

## 行政区划

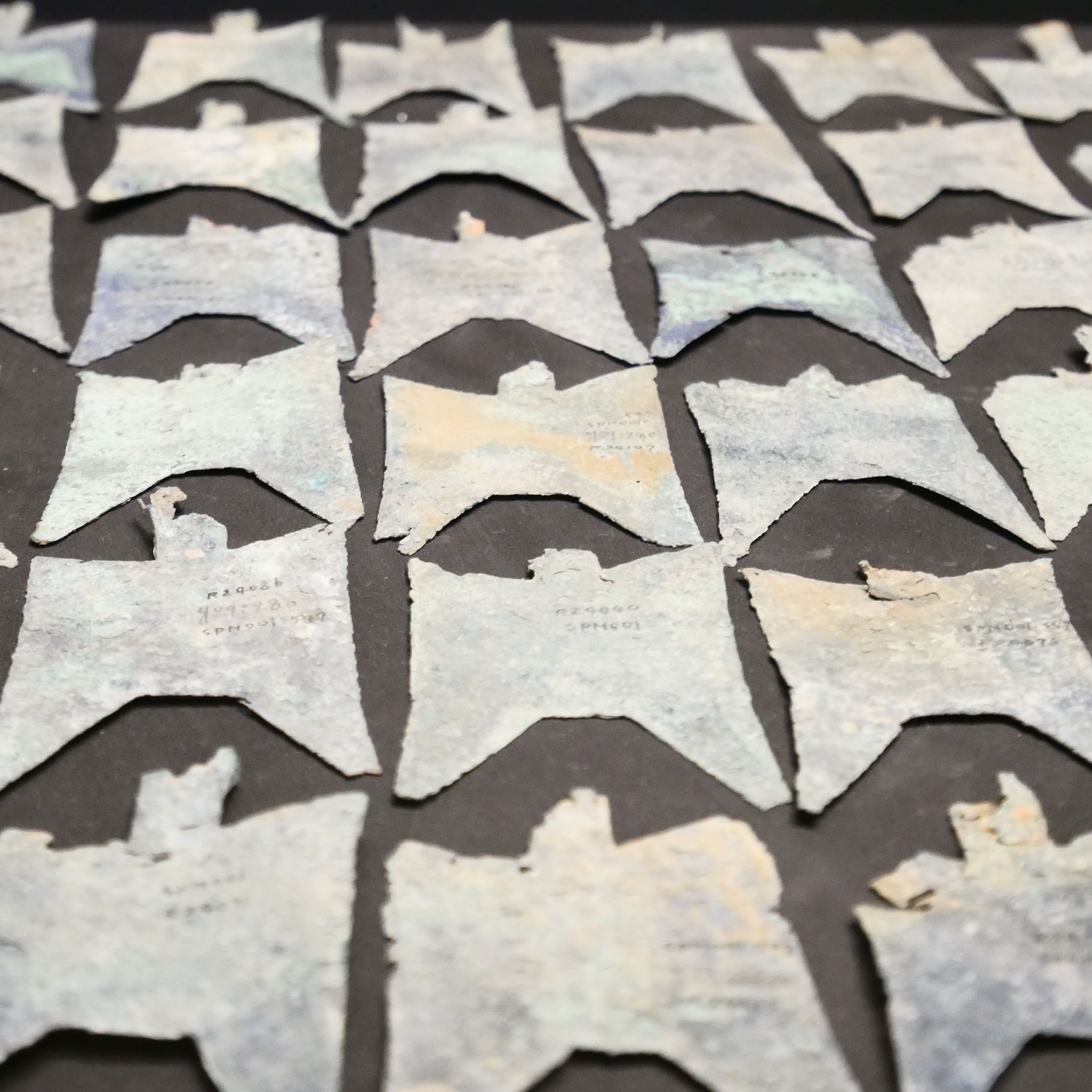
山彪1號墓出土晉國魏卿空首布

唐庄镇下辖以下地区：
崔庄村、唐庄村、秦庄村、刘沟村、石骆驼村、官庄村、西田庄村、双兰村、石屏村、西代庄村、郭全屯村、仁里屯村、南社村、姚庄村、山彪村、索屯村、六庄店村、娄召村、郝庄村、岗槽村、侯庄村、东司马村、大司马村、河洼村、盆窑村、南田爻村、连岩村、后沟村、南司马村、山庄村、虎掌沟村、靳湾村、张家庄村和谷驼村。

## 交通
- 京广铁路：卫辉站